# Цдака

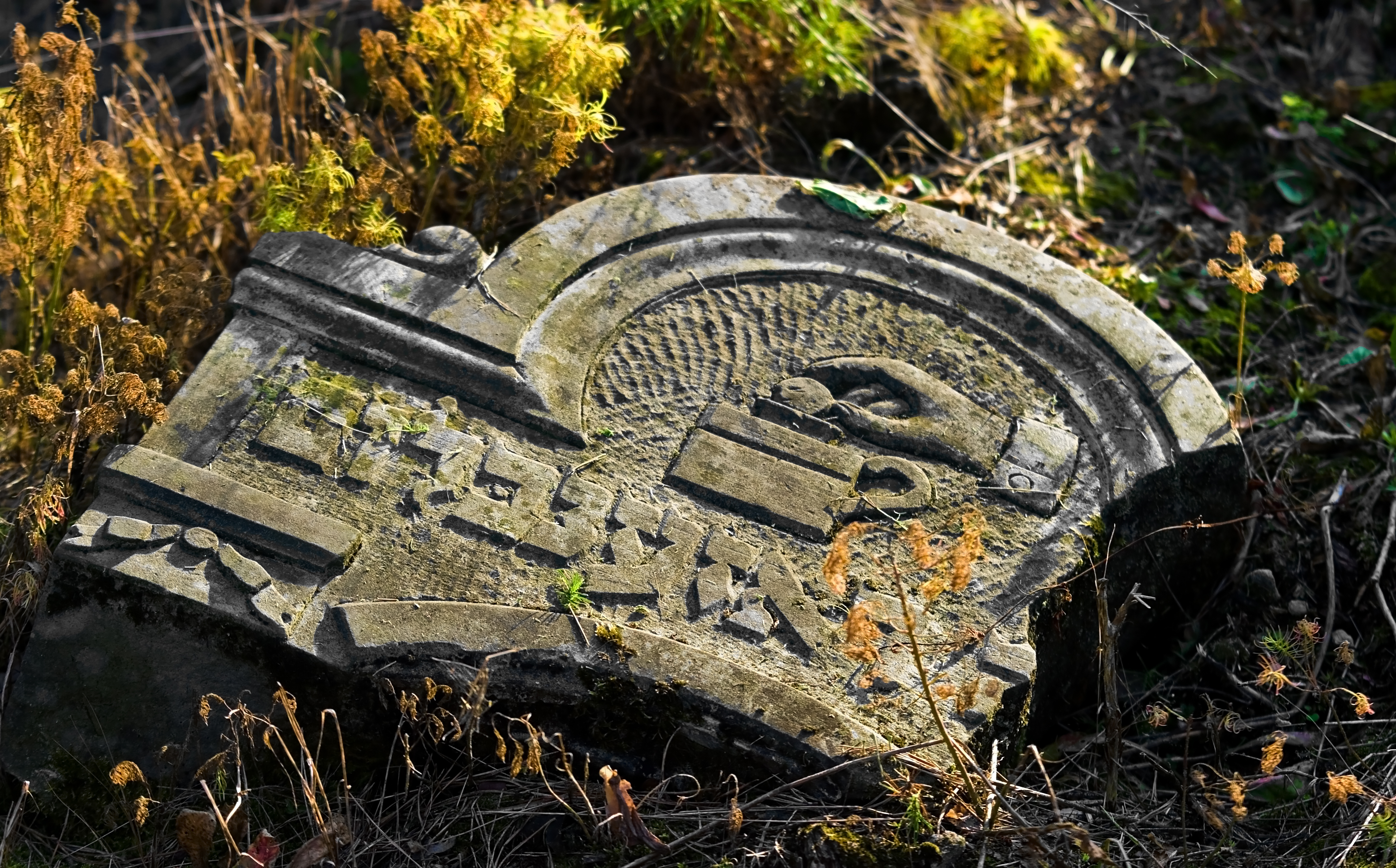
Лейтмотив цдаки на еврейском надгробии, еврейское кладбище в Отвоцке

Цдака́ (ивр. צֶדֶק, צְדֳקָה‎ — це́дек, цдака — «справедливость», в нерелигиозных кругах принято обозначать словом «благотворительность») — одно из основных предписаний иудаизма (мицвот), одна из 613 заповедей в иудаизме (по Маймониду — 195-я заповедь, Втор. 15:7, 8; Лев. 25:35, 36), обязательное дело в пользу бедных, нуждающихся, а также на развитие проектов, способствующих распространению иудаизма и знаний о нём. Пожертвование нуждающимся, с точки зрения иудаизма, — акт восстановления справедливости, то есть обязательное действие. В Йом-кипур цдака — неотъемлемая часть искупления.
Способность еврейского народа к восстанавливлению и обновлению своих сил в немалой степени заключается в расширении рамок благотворительности среди евреев и её систематическом применении ко разнообразным нуждам взаимопомощи.

## Понятие в Библии
Библия содержит предписание: «цедек, цедек тирдоф» («справедливости, справедливости ищи»; Втор. 16:20). Основным атрибутом Бога в иудаизме считается справедливый суд (Быт. 18:25; Пс. 9:5). Его заповеди людям, в особенности народу Израиля, по своей сущности предназначаются для установления справедливости в мире (Пс. 119/в русской традиции 118/:137-144). Людьми это предназначение выполняется, если в своём поведении они действуют согласно с законами Бога, пытаются подражать Божьей справедливости (Втор. 13:5; Сот. 14 а; Майм., Наст. 1:54; 3:54).
Хотя вопрос благотворительности рассматривается в различных местах Библии, она не имеет термина для этого понятия. Библейские книги передают несколько законов, которые предусматривают в некотором роде налогообложение в пользу бедных. Библия подчёркивает также требование не забывать в праздничные дни нуждающихся и всегда иметь в виду нужды бедных и пришлых, ведь евреи сами были пришельцами в земле Египта и переносили там нужду (Втор. 10:19).
Благотворительность считается одним из атрибутов Бога, «ибо Господь, Бог ваш… дает суд сироте и вдове, и любит пришельца, и дает ему хлеб и одежду» (Втор. 110:17, 18). По книге Исаии день, угодный Богу, не день поста, а день, в который человек разделит хлеб с голодным, приведёт в дом бедного и бесприютного и прикроет нагого (Ис. 58:6, 7). Пророк Иезекииль объяснял разрушение Содома как гордыней, пресыщенностью и праздностью его населявших, так и тем, что они не поддержали «руки бедного и нищего» (Иез. 16:49). Оказание милосердия бедняку приравнивается к отдаче займа самому Богу (Прит. 19:17). Книга Эсфирь рассматривает посылку даров бедным как существенную часть празднества избавления евреев от грозившей им гибели (Пурим). С Эзрой и Неемией связывается предписание оказывать благотворительность неимущим к празднику Рош ха-Шана (Неем. 8:10).

## Дальнейшее развитие
Талмуд обозначает благотворительность словом цдака (צְדָקָה), словом, означаеющим буквально `праведность` или `справедливость`. Сам выбор это слова говорит об отношении законодателей Талмуда к вопросу благотворительности. Убогий наделён право получать, а благодетель — обязанностью давать, ибо «ты и то, что есть у тебя, принадлежит Ему» (Авот 3:8). Согласно законоучителю раву Асси, «благотворительность (цдака) по своей важности равна всем остальным заветам вместе взятым» (ББ. 9а). Вместе с Торой и служением Богу благотворительность рассматривается как одна из основ, на которых стоит мир (Авот 1:2). Законоучители Талмуда, понимали благотворительность как библейское предписание и подробно рассматривали связанные с ней законы. Ими было установлено, кто и каким образом обязывается заниматься благотворительностью, кто обладает право пользоваться этой благотворительностью, каковы размеры помощи, оказываемой в целях благотворительности. Установления Талмуде о благотворительности кодифицировал Маймонид в «Мишне Тора», где о них говорит раздел «Хилхот матнот аниим» («Галахические постановления о дарах беднякам»); затем — затем Яаков бен Ашер и Иосеф Каро. Согласно этим установлениям благотворительность является обязанностью каждого: даже тот, кто сам нуждается в такой помощи, обязан помогать более нуждающимся. Принудить оказывать благотворительность того, кто отказывает в помощи бедным или даёт меньше, чем позволяют имеющиеся у него средства, можно через суд. В пользовании благотворительностью женщины обладают приоритетом в сравнении с мужчинами; бедному родственнику нужно помочь раньше, нежели постороннему бедняку; «бедняки твоего города предпочтительнее бедняков иногородних», исключая бедняков Земли Израиля, потому что они имеют преимущество над всеми прочими нуждающимися (Ш. Ар., И. Д. 251:3). Попавший в чужой город без средств также пользуется правом на благотворительность (Пеа 5:4). Утверждается, что у человека нет обязанности продавать предметы домашнего обихода, чтобы содержать себя; находясь в нужде, он имеет право на благотворительную помощь (там же 8:8). Бедняка, который из гордости отказывается принять благотворительность, разрешено обмануть, чтобы он думал, что ему дают в долг (Кт. 67б).
Отчислить десятую долю состояния на благотворительность — «посредственная» добродетель, а пожертвовать двадцатую часть или менее — скупость. В то же время считается, что не следует тратить на благотворительность больше одной пятой части состояния, чтобы человек сам не обеднел и не стал пользоваться благотворительностью других. Предписывается принимать во внимание психологию бедняка и не делать того, что он может воспринять как позорящее его. Поэтому наилучшей формой благотворительности называют ту, в которой дающий и принимающий не знают друг друга. В отношении организации благотворительности, согласно Маймониду, «в каждом городе, где живут евреи, они обязаны назначать старост благотворительности (габбаэй цдака), людей знатных и честных, которые должны собирать деньги у своих единоверцев в каждый канун субботы и раздавать их бедным… Мы никогда не видели и не слышали о еврейской общине, которая не имела бы кассу благотворительности» (Яд, Хилхот матнот аниим 9:1-3).
Сбор средств должны были производить не менее чем два старосты, а раздачей следовало заниматься не менее чем трём людям. Беднякам следовало состоять на учёте в управлении кассы благотворительности, поэтому нищим, которые побирались по домам, больших сумм не давали. Касса благотворительности расходовалась также на выкуп пленных и обеспечение приданого бедным невестам. У каждой еврейской общины была бесплатная столовая для бедных. Деньги, собранные для благотворительности, обычно следовало расходовать по предписаниям их жертвователей. Несмотря на то, что пользование благотворительностью в еврейской среде вполне законно, и человек, который обращается к ней в нужде, не должен стыдиться, но всё же рекомендуется предпринимать всё возможное, чтобы не пользоваться ею.
В Средние века формами социальной помощи обычно были: суммы, которые выдавались через кассу благотворительности; продукты питания; одежда; и забота о погребении. Основную форму составляла денежная помощь через кассу. Помощь продуктами включала содержание еврейскими общинами бесплатных столовых для бедных, раздачу маццы и вина, а также трапезы для бедняков на свадьбах и других торжествах. Средства на благотворительность брали из различных источников, включая налоги, которыми в общинах облагались их члены, пожертвования, наследство, завещанное на благотворительность, штрафы, арендную плату за пользование имуществом общины и др.
В течение Средневековья появились общинные организации, главной или частной функцией которых являлась благотворительность. Наиболее влиятельной такой организацией было погребальное общество хевра каддиша (буквально `святое общество`), одной из функций которого являлось бесплатное проведение предписываемого иудейской традицией ритуала над умершим бедняком и его бесплатное погребение. Позднее отделение погребального общества, которое занималось этим видом благотворительности, стало называться гомлей хесед-шел-эмет (`обеспечивающие истинной милостью`). Будучи одной из наиболее влиятельных и обеспеченных организаций общины, погребальное общество стало также давать денежную помощь бедным и нуждающимся. Участники общества биккур-холим (`посещение больных`) организовывали посещение больных, нередко обеспечивали больных врачебной помощью, медикаментами и уходом. Крупные общины обычно специально содержали врача для обслуживания нуждающихся. Заболевших проезжающих обычно помещали в местном хекдеше (госпиталь и странноприимный дом), где могли приютить и здоровых странников. При некоторых общинах имелось общество хахнасат-орхим (`приём гостей`), принимавшее уважаемых и учёных гостей, поскольку они занимали такое положение, при котором им не подобало останавливаться в хекдеше. Невесты-бесприданницы обеспечивались обществом хахнасат-калла (буквально `введение невесты`); об исполнении в неимущих семьях обрезания и проведении последующей традиционной трапезы заботилась группа сандаким; в синагогах и общинных самоуправлениях нуждающиеся могли получить предметы культа; для обучения детей из неимущих семей общины содержали школы (талмуд-тора); общества гмилут-хасадим, халваат хен (`ссуда милости`) или мишмерет-кодеш (`святая стража`) могли выдавать неимущим ссуды под символический процент или без процентов. В России отделение кагала, которое занималось благотворительностью, часто именовалось цдака гдола (`великая благотворительность`).
Происходившие в новейшее время переселения больших еврейских групп из сравнительно бедных стран в богатые развитые страны, а поднее — почти полное уничтожение еврейских общин в основном в сравнительно бедных странах в ходе Холокоста привели к серьёзным изменениям в социально-экономической структуре евреев, что, в числе прочего, выразилось, в снижении доли неимущих. Объединённых усилий всего еврейского народа потребовали помощь эмигрантам и тем, кто пострадал от войн, а также помощь вначале ишуву, а затем Государству Израиль. С этими целями создавались многочисленные местные, государственные и международные филантропические организации. К новейшему времени еврейские благотворительные организации по размерам фондов и объёму благотворительности превосходят иные соответствующие организации, действующие по государственным, этническим, конфессиональным, или религиозным принципам.

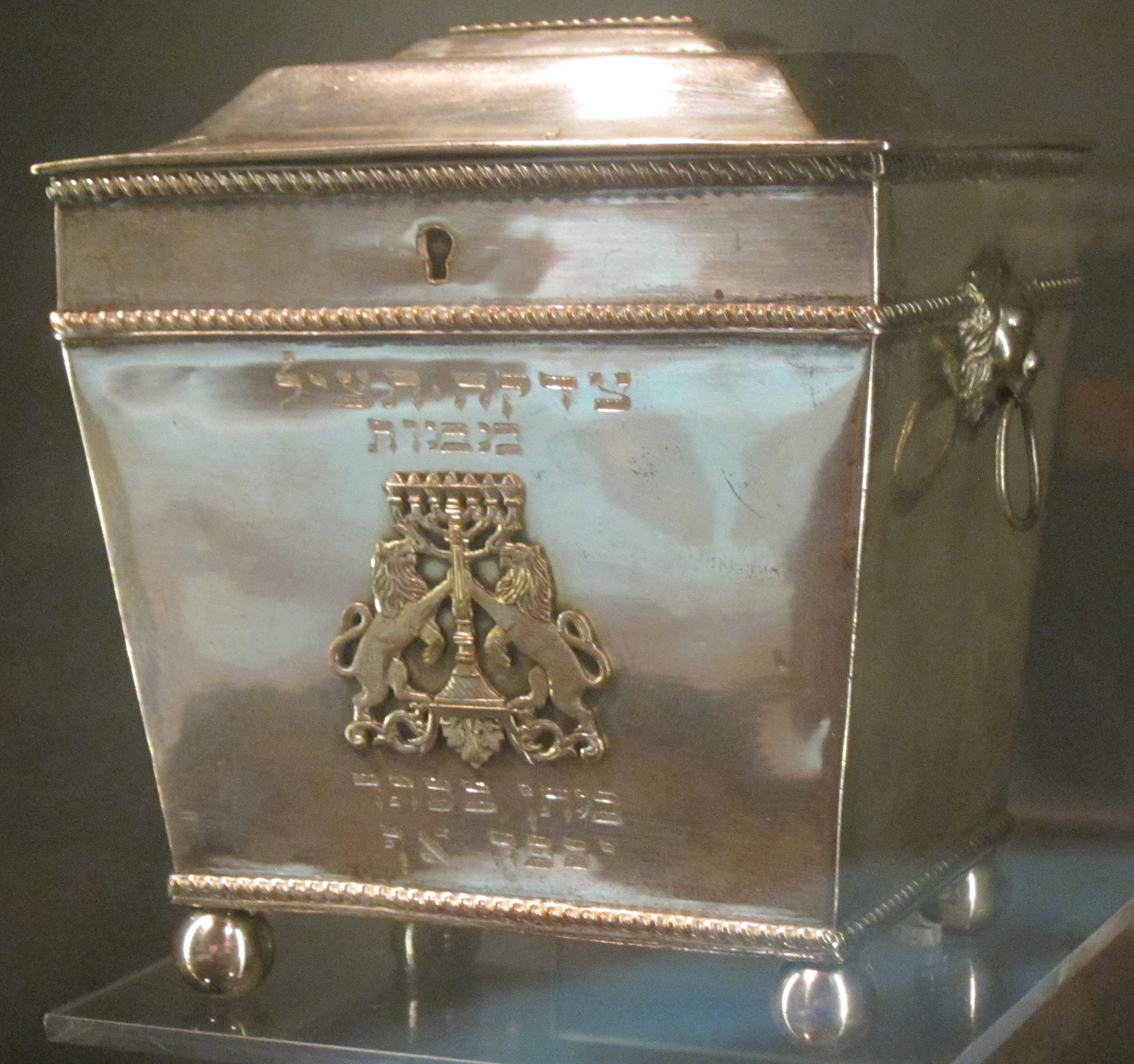
Ящик для цдаки (Pushke), Чарлстон, 1820, серебро, Национальный музей американской еврейской истории[англ.](Karczew-Anielin)
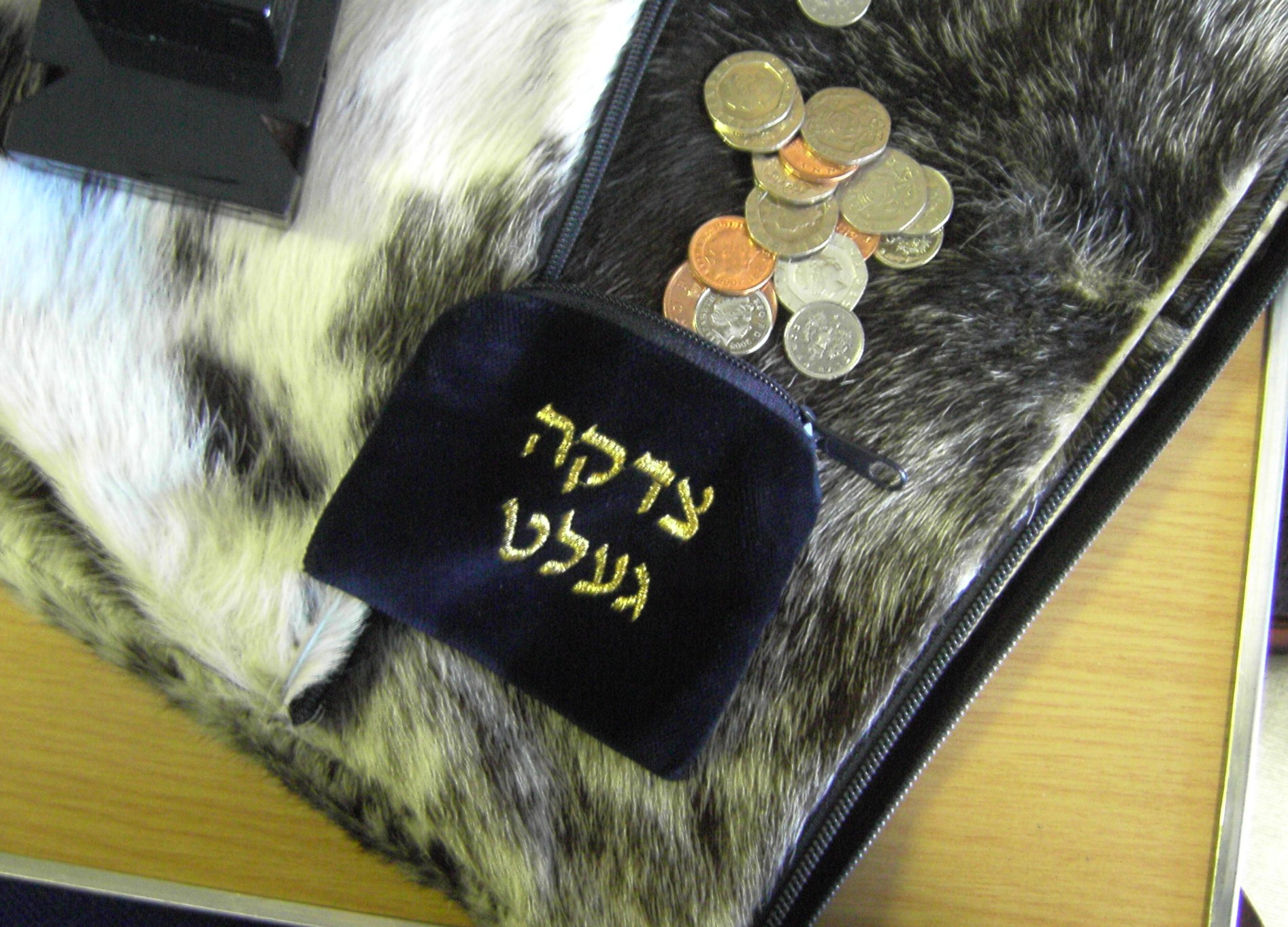
Мешочек для цдаки и монеты на меховой обивке
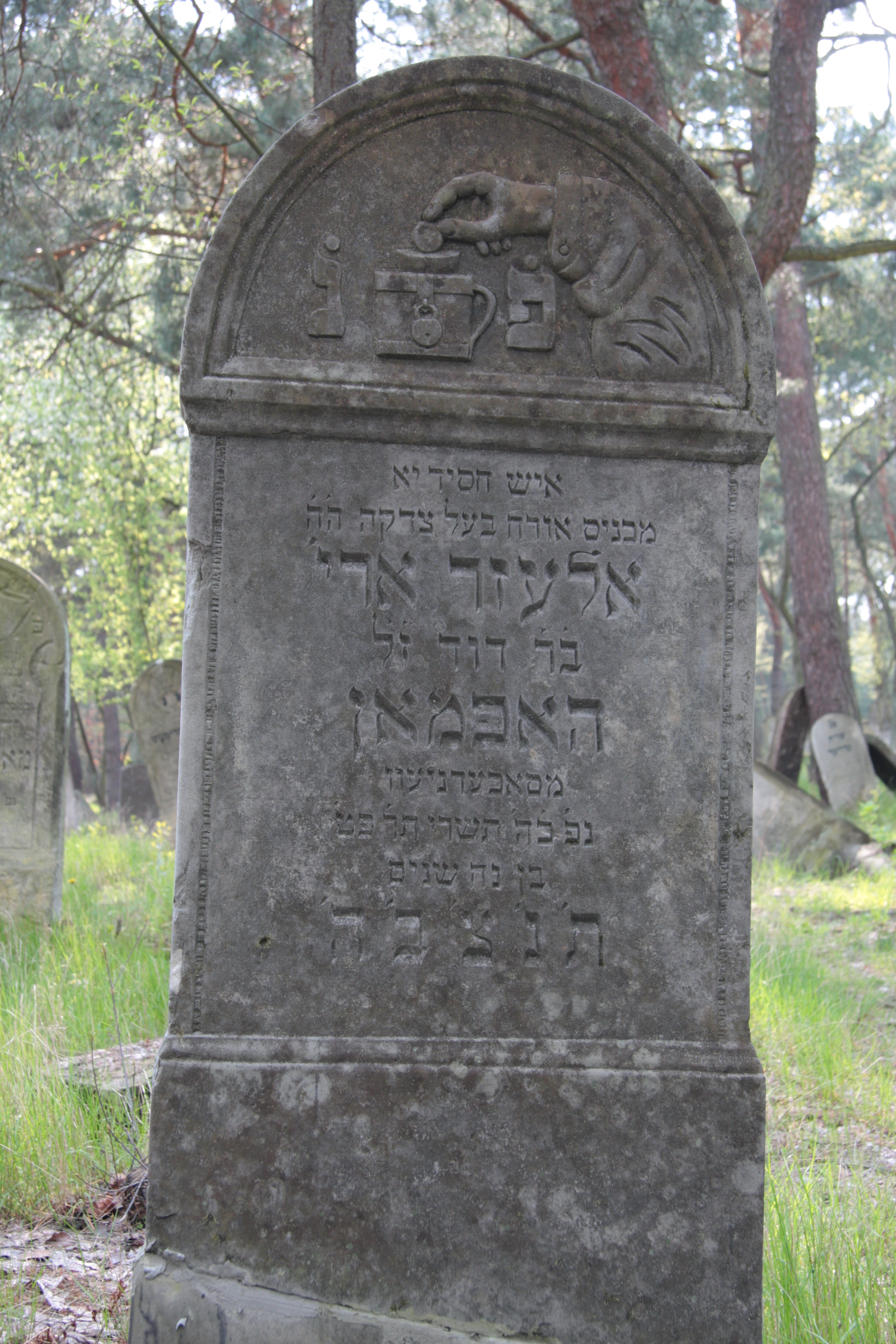
Цдака на еврейском могильном камне. Еврейское кладбище в Отвоке
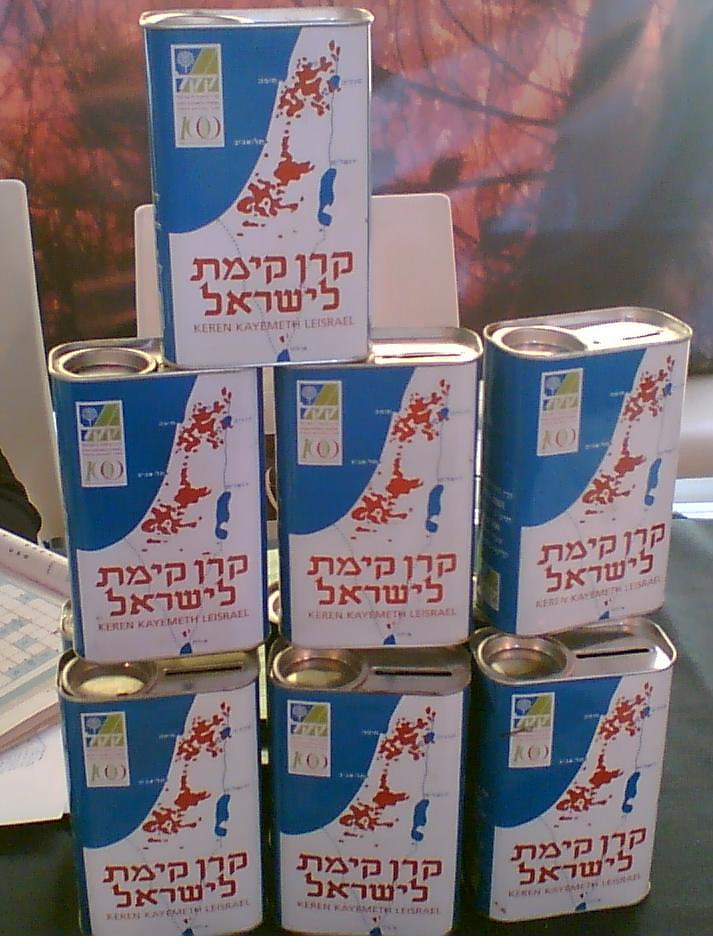
Синяя коробка для сбора цдаки Еврейского национального фонда